# Kim Gun-hee
Đây là một tên người Triều Tiên, họ là Kim.
Kim Gun-hee(tiếng Hàn: 김건희; Hanja: 金健熙; sinh ngày 22 tháng 2 năm 1995) là một tiền đạo bóng đá Hàn Quốc thi đấu cho Suwon Samsung Bluewings.

## Sự nghiệp câu lạc bộ
Kim gia nhập Suwon Samsung Bluewings năm 2016 và ra mắt chuyên nghiệp trước Gamba Osaka ở Giải vô địch bóng đá các câu lạc bộ châu Á ngày 24 tháng 2 năm 2016. Ngày 3 tháng 5 năm 2016, anh ghi 2 bàn thắng trước Shanghai SIPG tại Giải vô địch bóng đá các câu lạc bộ châu Á. Mặc dù giành chiến thắng 3-0, Suwon Samsung Bluewings cũng không thể tiến vào vòng 16 đội.

## Thống kê sự nghiệp câu lạc bộ
| Thành tích câu lạc bộ | Thành tích câu lạc bộ   | Thành tích câu lạc bộ | Giải vô địch | Giải vô địch | Cúp     | Cúp       | Châu lục | Châu lục  | Tổng cộng | Tổng cộng |
| Mùa giải              | Câu lạc bộ              | Giải vô địch          | Số trận      | Bàn thắng    | Số trận | Bàn thắng | Số trận  | Bàn thắng | Số trận   | Bàn thắng |
| Hàn Quốc              | Hàn Quốc                | Hàn Quốc              | Giải vô địch | Giải vô địch | Cúp KFA | Cúp KFA   | Châu Á   | Châu Á    | Tổng cộng | Tổng cộng |
| --------------------- | ----------------------- | --------------------- | ------------ | ------------ | ------- | --------- | -------- | --------- | --------- | --------- |
| 2016                  | Suwon Samsung Bluewings | K League 1            | 4            | 0            | 0       | 0         | 5        | 2         | 9         | 2         |
| Tổng                  | Hàn Quốc                | Hàn Quốc              | 4            | 0            | 0       | 0         | 5        | 2         | 9         | 2         |
| Tổng cộng sự nghiệp   | Tổng cộng sự nghiệp     | Tổng cộng sự nghiệp   | 4            | 0            | 0       | 0         | 5        | 2         | 9         | 2         |